# Kościół św. Michała Archanioła w Białym Borze
Kościół świętego Michała Archanioła w Białym Borze – rzymskokatolicki kościół pomocniczy należący do dekanatu Bobolice i parafii Najświętszej Maryi Panny Królowej Polski w Białym Borze w diecezji koszalińsko-kołobrzeskiej. Znajduje się w mieście Biały Bór, w powiecie szczecineckim, w województwie zachodniopomorskim.

## Historia
Budowla została wzniesiona w stylu neogotycko-neoromańskim w 1878 roku na miejscu średniowiecznej z XV wieku, rozebranej w XVIII wieku, poświęcona w dniu 28 grudnia tego samego roku. Początkowo był to kościół filialny parafii Narodzenia Najświętszej Maryi Panny w Koczale. Po 1945 roku był natomiast kościołem filialnym parafii św. Wawrzyńca w Brzeziu. Od 1974 roku był kościołem proparafialnym, od 1980 kościołem parafialnym. W dniu 18 lutego 2001 roku, po poświęceniu nowego kościoła pod wezwaniem Najświętszej Maryi Panny Królowej Polski, stał się kościołem pomocniczym.